# Burg Šenkenberk
Die Burg Šenkenberk, auch Šimperk bzw. Šimberk genannt (deutsch Schenkenberg bzw. Schimberg), ist die Ruine einer Spornburg im Okres Znojmo, Tschechien. Sie liegt drei Kilometer nordwestlich von Olbramkostel auf dem Kataster von Šumná.

## Geographie
Die Ruine befindet sich auf 412 m n.m. in einem Waldgebiet in der Jevišovická pahorkatina (Jaispitzer Hügelland) auf einem an drei Seiten vom Bach Plenkovický potok umflossenen Felssporn. Südlich der Burg liegt der Teich Vlkov (Schimberger Teich).

## Geschichte
Die Burg wurde der Überlieferung nach in der Mitte des 13. Jahrhunderts durch ein österreichisches Adelsgeschlecht Schenk angelegt. Es wird angenommen, dass ihr erster Besitzer der seit 1239 als königlicher Burggraf von Frain nachweisliche Wolfram Schenk, nach anderen Angaben auch als Wilhelm Schenk bezeichnet, war, der auch als Gründer der Liebfrauenkirche in Olbramkostel angesehen wird.
Die erste urkundliche Erwähnung der Burg erfolgte im Jahre 1325, als König Johann von Luxemburg dem Hrut von Ruckstein den Verkauf des Dorfes Chlupice an seinen Schwiegersohn Heinrich von Schenkenberg bewilligte. Bis zum Jahre 1349 ist Heinrich von Schenkenberg, der auch Besitzer des Gutes Knönitz war, nachweisbar. Nachfolgende Besitzer der Burg wurden seine Neffen Markwart und Protiwa. Die Brüder verwalteten den Besitz zunächst gemeinschaftlich, danach übernahm ihn Markwart. Im Jahre 1353 verkaufte Markwart von Schenkenberg eine Hälfte der Burg einschließlich des Zubehörs an Příbík von Jíkev, wobei er Žerůtky und Olbramkostel für sich behielt; die andere Hälfte veräußerte er an seinen Bruder Protiwa. Proček von Schenkenberg, der Příbíks Hälfte erworben hatte, verkaufte diese 1360 an Jimram von Jakubov, Oldřich von Želetava und Raško von Bor. Besitzer der anderen Hälfte waren Pročeks Brüder Markwart und Boček. Letzterer teilte sich 1361 seinen Anteil mit Oldřich von Želetava, der später auch Markwarts Anteil aufkaufte. Vermutlich erlosch das Geschlecht von Schenkenberg danach und die Burg fiel an den Landesherren heim. Im Jahre 1406 verkaufte Markgraf Jobst von Mähren die Burg Schenkenberg mit den Dörfern Vlkov, Hostěrádky, Žerůtky und Milíčovice sowie dem wüsten Dorf Epice erblich an Přech von Kojetice. Dieser überschrieb die Herrschaft Schenkenberg seiner Frau Katharina als Morgengabe, wobei er Jindřich Ctibor von Bořečkovice zum Mitbesitzer machte. 1418 erhielt Přechs zweite Frau Maná die Herrschaft ebenfalls als Morgengabe. Später erwarb Ulrich von Eincingen die Herrschaft, im Jahre 1426 bestätigte ihm König Sigismund das Lehen als Pfandbesitz.
Wann und durch wen die Burg zerstört wurde, ist nicht überliefert. Wahrscheinlich erfolgte dies zum Ende der Hussitenkriege oder im Böhmisch-ungarischen Krieg zwischen König Georg von Podiebrad und Gegenkönig Matthias Corvinus. Das unterhalb der Burg gelegene Dorf Schenkenberg erlosch wahrscheinlich zusammen mit der Burg, es wurde ab 1549 als wüst genannt. Als Michael von Eincingen 1517 die Herrschaft Neuhäusel an Adam von Batschkowitz auf Joslowitz verkaufte, wurde die wüste Burg Schenkenberg als Zubehör aufgeführt. Im Waldgebiet befinden sich in unmittelbarer Nähe der Ruine auch die Wüstungen Hypice, Telčice und Vlkov und es wird angenommen, dass auch diese Dörfer zu der Burg gehört haben. Später wurde die Ruine volkstümlich mit Schimberg bezeichnet.

## Anlage
Die Burg war von dem sich nach Osten anschließenden Höhenrücken durch einen tiefen Graben abgetrennt. Gegen Norden, Süden und Westen war die Anlage vom Kerbtal des Baches Plenkovický potok umgeben. Im Innern teilte ein weiterer Graben die Vorburg von der Hauptburg.
Erhalten sind Reste der Außenmauern und des Palas. Die frei zugängliche Ruine ist seit 1958 als Kulturdenkmal geschützt.